# Campos Sales

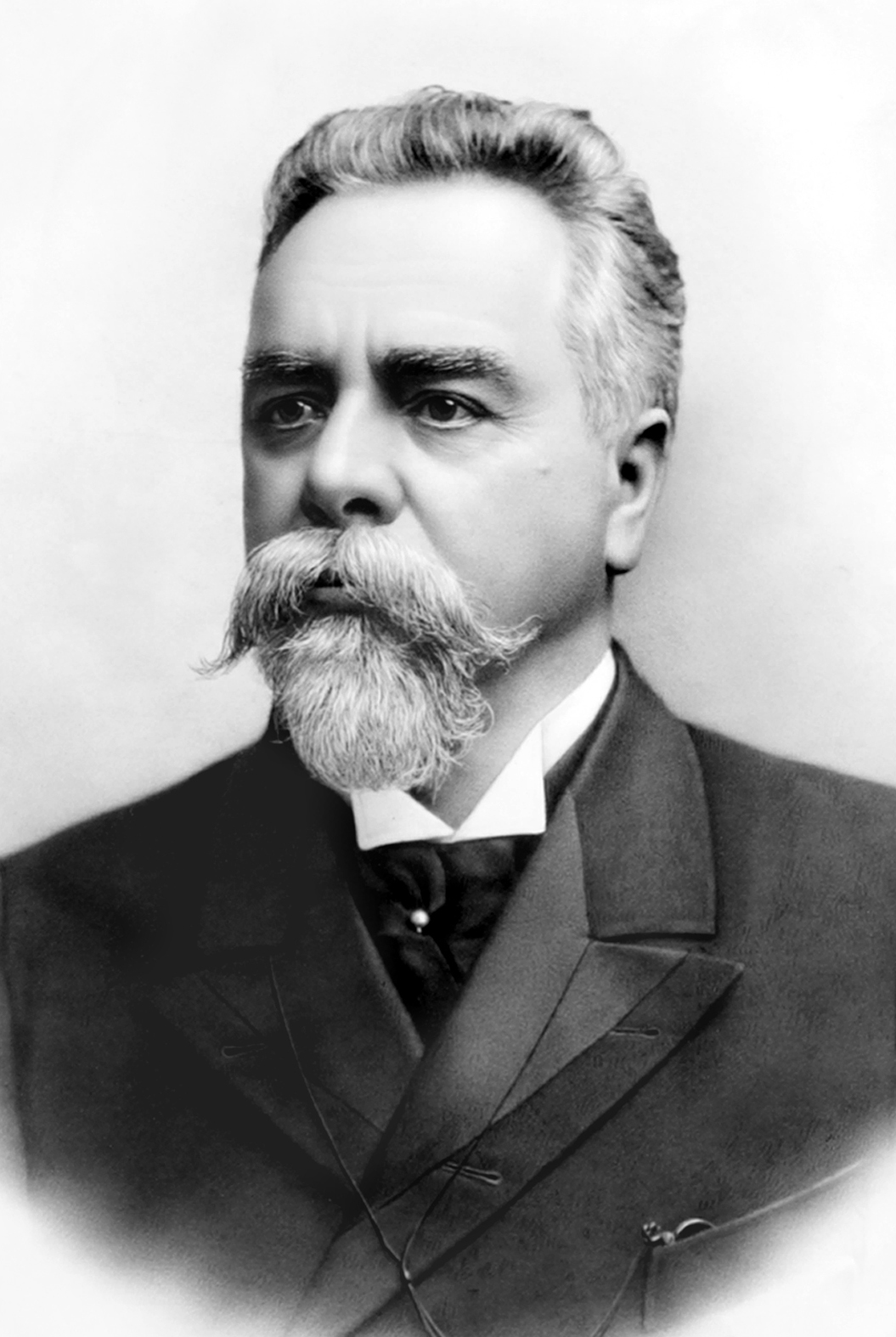
Manuel Ferraz de Campos Sales

Manuel Ferraz de Campos Sales (* 15. Februar 1841 in Campinas, São Paulo; † 28. Juni 1913 in Santos, São Paulo) war ein brasilianischer Jurist, vom 1. Mai 1896 bis 31. Oktober der dritte Gouverneur des Bundesstaats São Paulo 1897 und vom 15. November 1898 bis zum 15. November 1902 vierter Präsident von Brasilien.
Während seiner Amtszeit war ein Mittel zur Bekämpfung der Opposition und zur Durchsetzung der Alleinherrschaft der
führenden Oligarchien in den Bundesstaaten die sogenannte Politik der Gouverneure (Política dos Governadores). 
Sie bildete ein Kernstück des politischen Prozesses der Alten Republik. In den Jahren unmittelbar nach Ausrufung der Republik rangen die unterschiedlichen oligarchischen Fraktionen um die Macht in ihrem jeweiligen Bundesstaat. Diese Situation führte innerhalb der Bundesstaaten zu scharfen Konflikten.
Auf der Bundesebene verursachten regionale Machtkämpfe eine starke Fraktionierung der politischen Kräfte im Kongress.
Diese Fraktionierung machte es dem Präsidenten nahezu unmöglich, eine stabile Regierungsmehrheit zu organisieren. Um die Gefahren abzuwenden, die sich aus diesem Problem für die Regierbarkeit des Landes ergaben, veranlasste Präsident Campos Sales eine Änderung der Regelung der Mandatsanerkennung im Kongress. Diese erlaubte es den führenden oligarchischen Gruppen, selbst bereits gewählten Oppositionskandidaten das Mandat abzuerkennen.
Mit Hilfe der „Politik der Gouverneure“ konnten die führenden Oligarchien ihre Machtposition in den Bundesstaaten ausbauen. Die Zentralgewalt griff in der Regel nicht in die inneren Angelegenheiten der Bundesstaaten ein.